# Debugfs
debugfs (englisch für debug filesystem) ist ein virtuelles Dateisystem des Linux-Kernels. Es wurde von Greg Kroah-Hartman entwickelt und ist seit der Kernel-Version 2.6.10-rc3 offiziell verfügbar.
debugfs ist ein RAM-basiertes Dateisystem, welches speziell für debugging-Zwecke entworfen wurde. Es ermöglicht den Entwicklern von Kerneln, Informationen der Kernel-Ebene für den Benutzer-Modus zugänglich zu machen. Im Gegensatz zu dem Dateisystem procfs, welches nur für Informationen über laufende Prozesse gedacht ist, oder das sysfs, welches strikte ein-Wert-per-Datei Regeln befolgt, besitzt debugfs keine Regeln. Entwickler können daher jeden Wert, den sie brauchen, in eine Datei schreiben.

## Verwendung
Um debugfs verwenden zu können, muss ein Kernel mit gesetzter CONFIG_DEBUG_FS-Option kompiliert werden. Es wird typischerweise in /sys/kernel/debug gemountet.